# Mare de Déu del Roser d'Os de Balaguer
La Mare de Déu del Roser d'Os de Balaguer és una església d'Os de Balaguer (Noguera) inclosa a l'Inventari del Patrimoni Arquitectònic de Catalunya.

## Descripció
És una capella feta en pedra i arrebossat, de dimensions reduïdes i d'una sola nau. S'accedeix a l'interior per una porta d'arc de mig punt, per sobre la qual hi ha una imatge del Sagrat Cor i la data 1864. Remata la capella una cornisa, en alguns punts una mica deteriorada. A la part superior central de la façana hi ha una gran fornícula buida que havia contingut la imatge de la Verge del Roser, i no campanes com hom podria haver pensat.

## Història
La capella pertanyia a les germanes dominiques de l'Anunciata, i es trobava al costat del convent, contemporàniament al qual fou edificada. Avui en dia es troba en desús i el convent està deshabitat.